# Янаґава

Янаґа́ва (яп. 柳川市, やながわし, МФА: [janagawa ɕi̥]?) — місто в Японії, в префектурі Фукуока.     Отримало статус міста 1952 року. Площа становить 76,88 км². Станом на 1 липня 2012 року населення складало 70 282  осіб, густота населення — 914 осіб/км².     

## Історія
У 1600–1871 роках містечко Янаґава було центром автономного уділу Янаґава, що належав самурайським родам Танака й Тачібана.
Янаґава отримала статус міста 1 квітня 1952 року.